# محمود البزاوي
محمود البزاوي (25 سبتمبر 1963 -)، وهو مؤلف وممثل مصري. قام بالمشاركة في تأليف بعض الأعمال الفنية وآخرها مسلسل كلبش بدور لواء شرطة مع المخرج بيتر ميمي، وقبلها فيلم علشان ربنا يحبك ومسلسل لحظات حرجة وشارك في أداء بعض الأدوار الثانوية في أفلام مثل همام في امستردام - وفي فيلم التعويذة وفي دور الصديق الصعيدي مثل صعيدي رايح جاي وأخ مثل في زكي شان وأدوار كثيرة في علشان ربنا يحبك وظرف طارق، وكذلك مسلسل ريا وسكينة وقام بأداء دور الشاعر الغنائي عبد الرحمن الأبنودي في مسلسل العندليب حكاية شعب
بالإضافة إلى أنه قد شارك في العمل الدرامي الكوميدي الرائع مع النجم سامح حسين في مسلسل اللص والكتاب 2010 وقد قام بشخصية شيكو مدريد التي كانت تمتاز بطابع كوميدي وفن راقي. قام بتأليف مسلسل «الأدهم» وأيضا الاشتراك في التمثيل بنفس المسلسل.

## من أعماله

### أفلام
- السيستم: 2024
- عادل مش عادل: 2024
- آل شنب: 2023
- رهبة: 2023
- المطاريد: 2023
- الرجل الرابع: 2022
- فرق خبرة: 2021
- عروستي: 2021
- أحمد نوتردام: 2021
- خان تيولا: 2020
- كازابلانكا:2019-چو[1]
- ليلة هنا وسرور:2018
- حرب كرموز:2018-المذيع في الإذاعة[2]
- تراب الماس:2018[3]
- البدلة:2018-رئيس النيابة
- بني آدم:2018
- تصبح على خير:2017-عصام/صلاح عنبة
- شيخ جاكسون:2017-الخال الشيخ عاطف
- حرام الجسد:2016-حسن
- كلب بلدي:2016-العميد شكري
- من 30 سنة:2016-الرجل المتشرد
- المصلحة:2012-عواد عبيد
- ساعة ونص:2012
- زي النهارده:2008-السيسي
- كلاشنكوف:2008-علي-ضابط المباحث
- مسجون ترانزيت:2008-نبيل صبحي
- الشبح:2007-ضيف شرف
- جعلتني مجرما:2006-هشام الضابط
- ظرف طارق:2006-عماد
- زكي شان:2005-جمال الاسيوطي
- شرم برم:2001-فؤاد
- الرجل الأبيض المتوسط:2001-العربي سيطرة
- علشان ربنا يحبك:2000-الساحر
- فيلم ثقافي:2000-عاطف-ضيف شرف
- همام في أمستردام:1999-طه القناوي
- رسالة إلى الوالي:1998
- ناصر 56:1996-السادات
- النوم في العسل:1996
- طيور الظلام:1995-القاضي
- بخيت وعديله:1995-الظابط
- بوجي وطمطم وأسرار جحا:1993
- وزير في الجبس:1993
- الحب في الثلاجة:1992
- يا مهلبية يا:1991
- الهروب:1991-عبد الله عبد الغفار
- سمع هس:1991-
- يا ناس يا هووه:1991-حسن - الوجه الجديد
- قضية سميحة بدران:1990-عادل
- تحت الصفر:1990-
- كتيبة الإعدام:1989-محمد سيد الغريب
- التعويذة:1987-عادل
- الطوق والأسورة:1986-عبد الحكم

### مسلسلات
- فهد البطل (2025)
- بابا جه (2024)
- بالطو (2023)
- أنا وهي (2022)
- الاختيار 3 (القرار) (2022)
- العائدون (2022)
- الثمانية (2022)
- ورا كل باب ج 2 (2021)
- شقة ستة (2021)
- هجمة مرتدة (2021)
- اتنين في الصندوق (2020)
- فرصة ثانية (2020)
- سلطانة المعز (2020)
- أهو ده اللي صار (2019) - زكريا
- الزوجة 18 (2019) - الدمنهوري
- بدل الحدوتة تلاتة (2019) - شاهين
- علامة استفهام (2019) - فؤاد الشواف
- أبو جبل (2019) - وجيه
- أمر واقع (2018) - رياض
- لمعي القط (2017) - عم حراجي
- كلبش (ج1 - 2) (2017)  2018 - العميد صلاح الطوخي إدارة التفتيش
- سابع جار (2017) - مجدي
- الجماعة (2017) - صالح عشماوي
- جراند أوتيل (2016) - صديق البكري
- الكيف (2016) - عبده الكرف
- ليلة (2016)
- ليالي الحلمية (ج6) (2016) - منصور السماحي
- ظرف أسود (2015) - المعلم سعيد البرنس
- سرايا عابدين (ج1 - 2) (2014) (2015) - عبده
- الإكسلانس (2014) - المستشار خالد الزيات
- بدون ذكر أسماء (2013) - دياب
- الرجل العناب (2013)
- مزاج الخير (2013)
- فرقة ناجي عطا الله (2012) - الشيخ حسن
- الزوجة الرابعة (2012) - علي
- الزناتي مجاهد (2011)
- اللص والكتاب (2010) - شيكو مدريد
- الجماعة (2010) - ضيف شرف
- عبودة ماركة مسجلة (2009)
- الأدهم (2009) - بهجت طاحون
- ناصر (2008)
- العيادة (ج1) (2008)
- نافذة على العالم (2007)
- لحظات حرجة (2007) - 4 حلقات
- تامر وشوقية (ج2) (2007)
- حارة الزعفراني (2006) - حسن أنور
- العندليب حكاية شعب (2006) - عبدالرحمن الأبنودي
- اسلحة دمار شامل (2006)
- ريا وسكينة (2005)
- القاهرة منفلوط والعكس (2004)
- أمانة يا ليل (2003)
- زمن عماد الدين (2002) - عبد الحافظ
- أوبرا عايدة (2000) - طارق وكيل النيابة
- شنة و رنة (2000)
- دقات الساعة (2000)
- حلم العمر كله (1999)
- أوراق مصرية (ج1) (1998) - بدوي
- الشارع الجديد (1997)
- حلم الجنوبي (1997) - رشدان
- زيزينيا:لليل والفنار 1997) - خليل
- حارة المحروسة ( 1996) - فتحي
- خالتي صفية والدير (1996) - حمدان
- الوهم والسلاح 1995
- بوابة الحلواني (ج2 - 3) (1994) (1997)
- ذئاب الجبل (1993) - الشاذلي
- أيام الغياب (1992)
- الوديعة (1992)
- السوق (1992)
- وما زال النيل يجري (1992) - عبدالفتاح
- ألف ليلة وليلة (1992)
- المحروسة 85 (1985)
- جنة حتحوت

| - لمس أكتاف:2018 - قلقاسة في وكالة ناسا:2009 - أبيض وإسود تاني:1997 - الخوف:1994 - الزعيم:1993 - المتزوجون في التاريخ:1993                                                                          | \| - مكان في القصر:2014-مؤلف - حسين في الإستوديو:2013-الأفكار - الريان:2011-المعالجة الدرامية والسيناريو والحوار - مصباح علاء الدين:2011-مؤلف - الأيدي الناعمة:2010-مؤلف - الأنسان الرومانسي:2010-مؤلف \| - قلقاسة في وكالة ناسا:2009-مؤلف - الأدهم:2009-قصة وسيناريو وحوار - السندباد عماد:2008-مؤلف - كلاشنكوف:2008-سيناريو وحوار - لحظات حرجة (ج1، 2، 3):2007، 2010، 2012-مؤلف - عيد في ريال مدريد:2007-مؤلف - حب بالصلصة:2005-مؤلف \| | - قهوة أشرف:2018-ضيف - بيومي أفندي (ج2):2017-ضيف - هاني هز الجبل:2017-ضيف - بوضوح:2014-ضيف - الستات ميعرفوش يكدبوا:2011-ضيف |
| - مكان في القصر:2014-مؤلف - حسين في الإستوديو:2013-الأفكار - الريان:2011-المعالجة الدرامية والسيناريو والحوار - مصباح علاء الدين:2011-مؤلف - الأيدي الناعمة:2010-مؤلف - الأنسان الرومانسي:2010-مؤلف | - قلقاسة في وكالة ناسا:2009-مؤلف - الأدهم:2009-قصة وسيناريو وحوار - السندباد عماد:2008-مؤلف - كلاشنكوف:2008-سيناريو وحوار - لحظات حرجة (ج1، 2، 3):2007، 2010، 2012-مؤلف - عيد في ريال مدريد:2007-مؤلف - حب بالصلصة:2005-مؤلف | |

## روابط خارجية
- محمود البزاوي على موقع IMDb (الإنجليزية)
- محمود البزاوي على موقع الدهليز
- محمود البزاوي على موقع قاعدة بيانات الأفلام العربية
- محمود البزاوي على موقع قاعدة بيانات الفيلم (الإنجليزية)